# ロッコーベスト
ロッコーベスト（Rokko Best、1989年5月28日 - 不明）は、日本の競走馬、繁殖牝馬。主な勝ち鞍は1992年ののじぎく賞。主戦騎手は小牧太。

## 経歴

### 競走馬時代
1991年11月18日、姫路競馬場1R アラ系3才 新馬でデビューし3着。2戦目にて初勝利を挙げる。以降一般競走にて勝ち星を重ねていき、7戦5勝で迎えたのじぎく賞にて重賞初制覇。しかしその後は勝ち星からは遠ざかり、全日本アラブ優駿ではイナズマガッサンの7着、広峰賞ではパリステンリュウの7着、全日本アラブクイーンカップではスズノキャスターの4着、福山菊花賞ではヒカサクィーンの2着と勝ちきれない競馬が続いた。その後は一般競走や特別競走で勝ち星を挙げるも、のじぎく賞以外の勝ち鞍を増やすことはできず、結局1994年5月19日の笠形特別でのパリステンリュウの7着を最後に現役を引退した。

### 引退後
引退後は繁殖入りしアングロアラブの他サラブレッド（キングヘイロー）とも交配。計9頭の産駒を残したが重賞馬を出すことはできなかった。2004年12月20日付をもって用途変更、その後の消息は不明。

## 競走成績
- 1991年（2戦1勝）
- 1992年（16戦7勝）
- 1993年（11戦2勝）
- 1994年（1戦0勝）

## 繁殖成績
|        | 馬名               | 誕生年 | 性 | 毛色   | 父               | 厩舎             | 馬主     | 戦績      | 主な成績            | 供用         | 出典   |
| ------ | ------------------ | ------ | -- | ------ | ---------------- | ---------------- | -------- | --------- | ------------------- | ------------ | ------ |
| 初仔   | ベストイチ         | 1996年 | 牡 | 鹿毛   | マルセンガバナー | 福島幸広（荒尾） | 本村哲子 | 79戦8勝   | 3着・中京スポーツ賞 | （抹消）     | [ 3 ]  |
| 第2仔  | （馬名未登録）     | 1997年 | 牡 | 鹿毛   | ハツタダイドウ   |                  |          |           |                     | （血統登録） | [ 4 ]  |
| 第3仔  | ベストヒリュウ     | 1998年 | 牝 | 鹿毛   | オカノヒリュウ   | 曾和直榮（園田） | 三木利勝 | 3戦0勝    |                     | （抹消）     | [ 5 ]  |
| 第4仔  | ベストヒメ         | 1999年 | 牝 | 鹿毛   | ナイスフレンド   | 寺嶋正勝（西脇） | 三木利勝 | 16戦3勝   |                     | （抹消）     | [ 6 ]  |
| 第5仔  | ベストヒット       | 2000年 | 牡 | 黒鹿毛 | スマノヒツト     | 寺嶋正勝（西脇） | 三木利勝 | 4戦0勝    |                     | （抹消）     | [ 7 ]  |
| 第6仔  | ベストザムライ     | 2001年 | 牡 | 鹿毛   | スマノヒツト     | 黒川幹生（福山） | 三木利勝 | 35戦4勝   |                     | （抹消）     | [ 8 ]  |
| 第7仔  | イマリダンサー     | 2002年 | 牝 | 鹿毛   | スマノヒツト     | 黒川幹生（福山） | 曽我文雄 | 126戦13勝 |                     | （抹消）     | [ 9 ]  |
| 第8仔  | アラビアンダンサー | 2003年 | 牝 | 鹿毛   | キングヘイロー   | 田口輝彦（笠松） | 吉田勝利 | 6戦1勝    |                     | （抹消）     | [ 10 ] |
| 第9仔  |                    | 2004年 | 牡 |        | コウザンハヤヒデ |                  |          |           |                     | （出生）     | [ 11 ] |
| 第10仔 |                    | 2005年 |    |        | コウザンハヤヒデ |                  |          |           |                     | （不明）     |        |

## 血統表
| ロッコーベストの血統                     | ロッコーベストの血統             | ロッコーベストの血統 | （血統表の出典）   | （血統表の出典）   |
| 父 ミマツホマレ Mimatsu Homare 1978 栗毛 | 父の父タガミホマレ 1962 栗毛     | ミネフジ             | バラツケー         | バラツケー         |
| 父 ミマツホマレ Mimatsu Homare 1978 栗毛 | 父の父タガミホマレ 1962 栗毛     | ミネフジ             | 梅橋               |                    |
| 父 ミマツホマレ Mimatsu Homare 1978 栗毛 | 父の父タガミホマレ 1962 栗毛     | バイオレツト         | ミネオカ           | ミネオカ           |
| 父 ミマツホマレ Mimatsu Homare 1978 栗毛 | 父の父タガミホマレ 1962 栗毛     | バイオレツト         | 第三谷川           |                    |
| 父 ミマツホマレ Mimatsu Homare 1978 栗毛 | 父の母ライトヒメ 1961 鹿毛       | セントライト         | ダイオライト       | ダイオライト       |
| 父 ミマツホマレ Mimatsu Homare 1978 栗毛 | 父の母ライトヒメ 1961 鹿毛       | セントライト         | フリツパンシー     |                    |
| 父 ミマツホマレ Mimatsu Homare 1978 栗毛 | 父の母ライトヒメ 1961 鹿毛       | アタゴヒメ           | ニーフアン         | ニーフアン         |
| 父 ミマツホマレ Mimatsu Homare 1978 栗毛 | 父の母ライトヒメ 1961 鹿毛       | アタゴヒメ           | ハレハヤ           |                    |
| 母 ロツコーダンサー 1978 鹿毛            | 母の父スマノダイドウ 1970 鹿毛   | ミトタカラ           | タカクラヤマ       | タカクラヤマ       |
| 母 ロツコーダンサー 1978 鹿毛            | 母の父スマノダイドウ 1970 鹿毛   | ミトタカラ           | 金友               |                    |
| 母 ロツコーダンサー 1978 鹿毛            | 母の父スマノダイドウ 1970 鹿毛   | トキノメジロ         | メジロオー         | メジロオー         |
| 母 ロツコーダンサー 1978 鹿毛            | 母の父スマノダイドウ 1970 鹿毛   | トキノメジロ         | トキノハツエ       |                    |
| 母 ロツコーダンサー 1978 鹿毛            | 母の母ロツコータカラ 1968 黒鹿毛 | マロツト             | Ribot              | Ribot              |
| 母 ロツコーダンサー 1978 鹿毛            | 母の母ロツコータカラ 1968 黒鹿毛 | マロツト             | Macchietta         |                    |
| 母 ロツコーダンサー 1978 鹿毛            | 母の母ロツコータカラ 1968 黒鹿毛 | タカラミヤ           | ライジングフレーム | ライジングフレーム |
| 母 ロツコーダンサー 1978 鹿毛            | 母の母ロツコータカラ 1968 黒鹿毛 | タカラミヤ           | 琢治               |                    |
| 出典                                     | 1.                               | 1.                   | 1.                 | 1.                 |

- 母ロッコーダンサーは、園田ジュニアカップの勝ち馬。
- 半兄ロバストダンサー（父タイムライン）は、金沢のアラブグランプリ勝ち馬。